# Gravtjärnen (Edefors socken, Norrbotten)
Gravtjärnen är en sjö i Bodens kommun i Norrbotten och ingår i Luleälvens huvudavrinningsområde.